# Rhinolaetia
Rhinolaetia is een geslacht van wantsen uit de familie van de Scutelleridae (Pantserwantsen). Het geslacht werd voor het eerst wetenschappelijk beschreven door Henri Schouteden in 1965.

## Soorten
Het genus is monotypisch en bevat alleen de volgende soort:

- Rhinolaetia overlaeti Schouteden, 1965